# Ramones Mania
Ramones Mania es el primer álbum recopilatorio de la banda estadounidense de punk Ramones, lanzado el 31 de mayo de 1988.

## Generalidades
La recopilación presenta treinta canciones, incluidas algunas versiones que solo aparecían en los sencillos tales como "Sheena Is a Punk Rocker", "Needles & Pins", y "Howling at the Moon"; el b-side "Indian Giver" y la versión inédita de "Rock 'n' Roll High School", la cual se utilizó para la película del mismo nombre.
El álbum alcanzó la posición número 166 en la lista estadounidense Billboard 200, e ingresó en el Top 100 de listas similares en Canadá y Japón. Logró la certificación de disco de oro en Estados Unidos luego de vender más de 500 000 copias, al igual que en Argentina, tras alcanzar las 30 000 unidades vendidas.

## Lista de canciones
| Side one |                                                                      |                                         | |          |  |
| N.º      | Título                                                               | Escritor(es)                            | álbum de origen | Duración |  |
| 1.       | «I Wanna Be Sedated»                                                 | Joey Ramone                             | Road to Ruin | 2:29     |  |
| 2.       | «Teenage Lobotomy»                                                   | Dee Dee Ramone                          | Rocket to Russia | 2:00     |  |
| 3.       | «Do You Remember Rock 'n' Roll Radio?»                               | Joey                                    | End of the Century | 3:50     |  |
| 4.       | «Gimme Gimme Shock Treatment»                                        | Dee Dee, Johnny Ramone                  | Leave Home | 1:40     |  |
| 5.       | «Beat on the Brat»                                                   | Joey                                    | Ramones | 2:30     |  |
| 6.       | «Sheena Is a Punk Rocker» (versión del sencillo)                     | Joey                                    | Rocket to Russia | 2:47     |  |
| 7.       | «I Wanna Live»                                                       | Dee Dee, Daniel Rey                     | Halfway to Sanity | 2:36     |  |
| 8.       | «Pinhead»                                                            | Dee Dee                                 | Leave Home | 2:42     |  |
| 9.       | «Blitzkrieg Bop»                                                     | Tommy Ramone, Dee Dee                   | Ramones | 2:12     |  |
| 10.      | «Cretin Hop»                                                         | Tommy, Dee Dee, Johnny                  | Rocket to Russia | 1:55     |  |
| 11.      | «Rockaway Beach»                                                     | Dee Dee                                 | Rocket to Russia | 2:06     |  |
| 12.      | «Commando»                                                           | Dee Dee, Johnny                         | Leave Home | 1:50     |  |
| 13.      | «I Wanna Be Your Boyfriend»                                          | Tommy                                   | Ramones | 2:24     |  |
| 14.      | «Mama's Boy»                                                         | Dee Dee, Johnny, Tommy                  | Too Tough to Die | 2:09     |  |
| 15.      | «Bop 'Til You Drop»                                                  | Dee Dee, Johnny                         | Halfway to Sanity | 2:09     |  |
| 16.      | «We're a Happy Family»                                               | Joey                                    | Rocket to Russia | 2:39     |  |
| 17.      | «Bonzo Goes to Bitburg»                                              | Dee Dee, Joey, Jean Beauvoir            | Animal Boy | 3:57     |  |
| 18.      | «Outsider»                                                           | Dee Dee                                 | Subterranean Jungle | 2:10     |  |
| 19.      | «Psycho Therapy»                                                     | Johnny, Dee Dee                         | Subterranean Jungle | 2:35     |  |
| 20.      | «Wart Hog»                                                           | Dee Dee                                 | Too Tough to Die | 1:54     |  |
| 21.      | «Animal Boy»                                                         | Dee Dee, Johnny                         | Animal Boy | 1:50     |  |
| 22.      | «Needles and Pins» (versión del sencillo, cover de Jackie DeShannon) | Sonny Bono, Jack Nitzsche               | Road to Ruin | 2:20     |  |
| 23.      | «Howling at the Moon (Sha–La–La)» (versión del sencillo)             | Dee Dee                                 | Too Tough to Die | 3:25     |  |
| 24.      | «Somebody Put Something in My Drink»                                 | Richie Ramone                           | Animal Boy | 3:23     |  |
| 25.      | «We Want the Airwaves»                                               | Joey                                    | Pleasant Dreams | 3:20     |  |
| 26.      | «Chinese Rock»                                                       | Dee Dee, Richard Hell                   | End of the Century | 2:28     |  |
| 27.      | «I Just Wanna Have Something to Do»                                  | Joey                                    | Road to Ruin | 2:41     |  |
| 28.      | «The KKK Took My Baby Away»                                          | Joey                                    | Pleasant Dreams | 2:31     |  |
| 29.      | «Indian Giver» (cover de 1910 Fruitgum Company)                      | Ritchie Cordell, Bobby Bloom, Bo Gentry | B–side del sencillo "A Real Cool Time"; (también aparece en el sencillo "I Wanna Be Sedated", el cual fue relanzado para promover el álbum) | 2:47     |  |
| 30.      | «Rock 'n' Roll High School» (mezcla en estéreo de la película)       | Joey                                    | banda sonora de Rock 'n' Roll High School                                                                                                   |          |  |

## Personal
- Joey Ramone Voz
- Johnny Ramone Guitarra
- Dee Dee Ramone Bajo, primera voz en "Wart Hog"
- Marky Ramone Batería
- Richie Ramone Batería, segunda voz en "Wart Hog"
- Tommy Ramone Batería